# Drugi burski rat
Drugi burski rat (eng. Second Boer War, afr. Tweede Vryheidsoorlog) bio je oružani sukob koji se vodio od 1899. do 1902., između Britanskog Carstva i dviju Burskih republika – Transvaalska Republika i Slobodna Država Oranje – oko utjecaja Britanskog Carstva u južnoj Africi.